# Перша Українська дивізія Української національної армії
Перша Українська дивізія Української національної армії (I УД УНА) — військове формування, створене німецьким командуванням у травні 1943 з назвою «Добровольча дивізія СС Галичина». Протягом 1943-1945 дивізія чотири рази міняла назву, з 25 квітня 1945 — у складі Української національної армії. Припинила існування 8 травня 1945 року.

## Історія

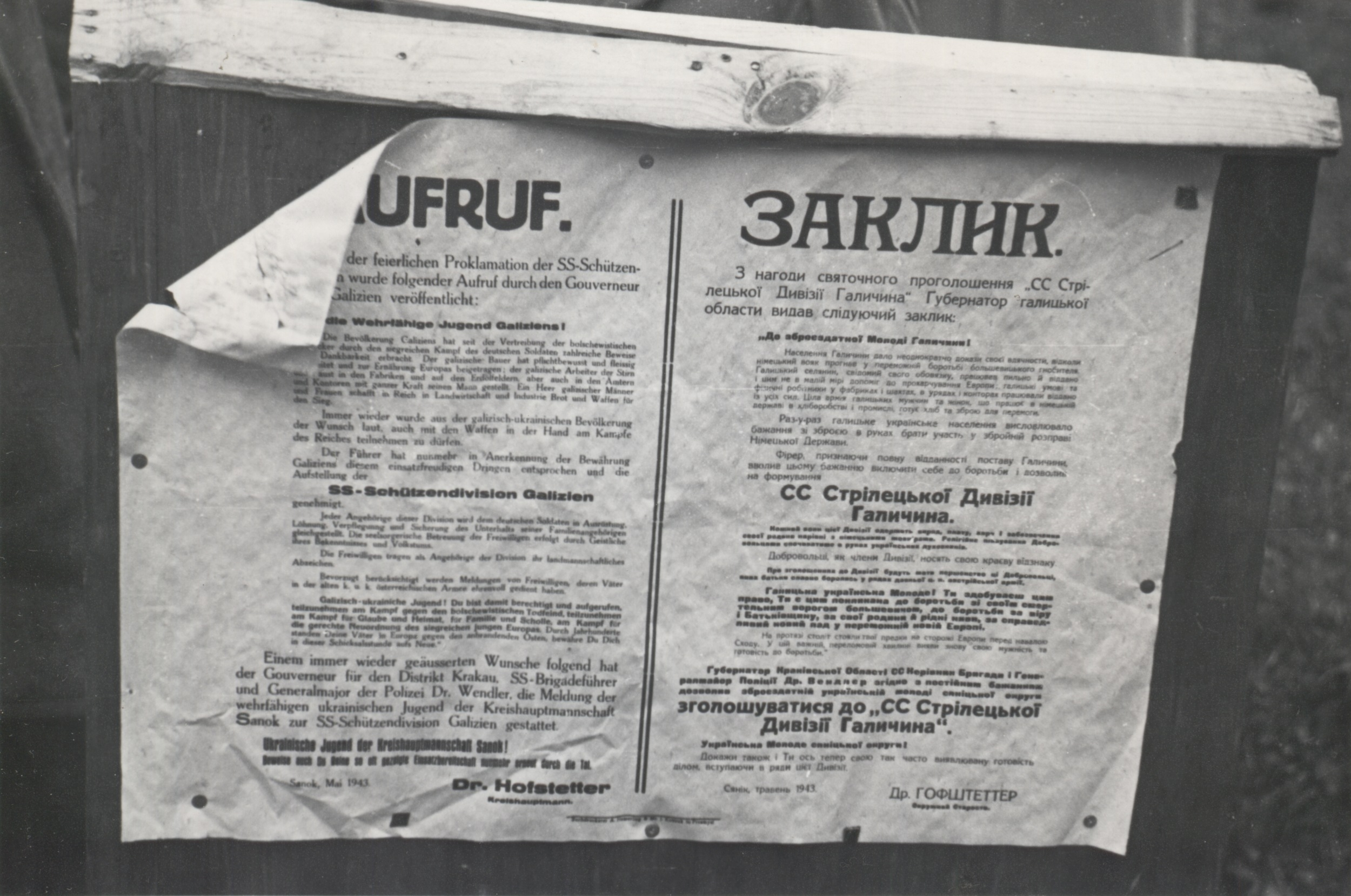
Заклик про вступ у дивізію, травень 1943

Під час набору добровольців (травень 1943) дивізію називали Галицькою стрілецькою дивізією СС (нім. SS-Schützendivision „Galizien“). У пронацистській пропаганді на окупованій українській території «СС» розшифровували як «Січові стрільці», що на думку історика Миколи Посівнича сприяло вступу деяких українців до дивізії «з патріотичних міркувань».
- З 30 травня до 22 жовтня 1943 року дивізія мала назву «Добровольча дивізія СС Галичина» (нім. 14. SS-Freiwilligen-Division „Galizien“)[2],
- з 22 жовтня 1943 до 27 червня 1944 року — «14-та Галицька добровольча дивізія СС» (нім. 14. Galizische SS-Freiwilligen-Division)[3][2],
- з 27 червня до 12 листопада 1944 року — «14-та військова гренадерська дивізія СС (Галицька № 1)» (нім. 14. Waffen-Grenadier-Division der SS (galizische Nr. 1))[4],
- з 12 листопада 1944 до 25 квітня 1945 року — «14-та військова гренадерська дивізія СС (Українська № 1)» (нім. 14. Waffen-Grenadier-Division der SS (ukrainische Nr. 1))[4][2],
- з 25 квітня до 8 травня 1945 року — «1-ша Українська дивізія Української національної армії» (нім. 1. Ukrainische Division der Ukrainischen National-Armee)[4].

Слово у назві «військова», або «збройна», нім. Waffen означало, що частина є фронтовою.
Наприкінці 1944 р. німці запропонували українцям створити Український національний комітет як представника українського народу у складі російського «Комітету визволення народів Росії», який очолювався генералом Андрієм Власовим, однак від цього українці відмовилися.
12 березня 1945 р. німецький уряд визнав Український національний комітет (УНК) на чолі з генералом Павлом Шандруком єдиним представником українського народу з правом організації Української Національної Армії (УНА). Командувачем УНА 15 березня був призначений Павло Шандрук, начальником штабу — генерал Аркадій Валійський, а 17 березня стало початком формування УНА.
До складу регулярних частин УНА повинні були увійти:
- дивізія «Галичина», котра з 8 квітня 1945 року отримала назву «1-ша Українська дивізія Української національної армії» (1 УД УНА);
- всі українські добровільні формування, що входили до складу різних німецьких частин і носили з 1943  р. назву «Українське Визвольне Військо» (УВВ);
- добровольці із числа військовополонених українців і цивільних робітників у Німеччині;
- батареї протиповітряної оборони, сформовані з української молоді.

7 квітня 1945, коли Радянська Армія вже захопила східні передмістя Берліна, генерал Шандрук виїхав у 1-шу УД, яка знаходилася на фронті в районі Фельдбаху і прибув туди 18 квітня. Він представив штабу майбутнього нового командира дивізії, а поки — начальника штабу, генерала Михайла Крата.
25 квітня частини дивізії були приведені до присяги на вірність Україні. 7 травня, дізнавшись про неминучу капітуляцію Німеччини о 1-й годині ночі, генерал Шандрук наказав дивізії відійти з лінії фронту. 8 травня о 14 годині дивізія форсованим маршем перейти за р. Мур в зону окупації західних військ. Дивізійні сапери налагодили міст через ріку, яким скористалася не тільки дивізія, а й відступаючі німецькі та угорські частини. Радянські війська в районі Юденбургу танковим ударом відрізали від Дивізії близько 2000 вояків. Попри це, основна частина дивізії опинилася в англійській окупаційній зоні в районі Тамсвеґа, а командування УНА та менша частина 1-ї УД були інтерновані американцями у Радштадті.
Близько 12 тис. осіб зі складу дивізії «Галичина» були переміщені англійцями в табір для інтернованих у м. Шпиталь, а звідти — в Італію, де вони знаходилися у таборах в Белларії, а з листопада 1945 по травень 1947 — в Ріміні. У травні-червні 1947 всі українці, за винятком 1052 осіб, що виявили бажання повернутися до СРСР, і 176, що перейшли у 2-й польський корпус генерала Андерса, були перевезені до Англії. Там їх розмістили у таборах військовополонених, де задіяли до сільськогосподарських робіт до повного звільнення наприкінці 1948. Колишні вояки дивізії після звільнення роз'їхалися по всьому світу — у США, Канаду, Австралію, Аргентину.
На відміну від інших підрозділів, сформованих з колишніх радянських громадян, військовослужбовці «Галичини» не були видані радянському уряду, що деякі історики пояснюють впливом Ватикану.
1949 року в Новому Ульмі (Баварія, Західна Німеччина)  було засноване Братство колишніх вояків 1-ї Української дивізії. Головна управа спочатку містилася в Мюнхені, а наприкінці 1950-х перенесена до Нью-Йорка, у середині 1960-х — до Торонто. При Братстві діяло видавництво.
Після здобуття Україною незалежності на заході України було засноване Галицьке братство колишніх вояків 1-ої Української дивізії Галичина Української національної армії. Братство, зокрема, відкрило Цвинтар вояків СС Галичина в селі Ляцьке-Червоне. Євген Куцик був головою Львівського крайового братства Першої Української дивізії Української національної армії та написав книгу спогадів «Від Мальти до Магадану». Чтиво. Архів оригіналу за 7 серпня 2016.